# Арангурен
Арангурен (баск. Aranguren, ісп. Aranguren) — муніципалітет в Іспанії, у складі автономної спільноти Наварра. Населення — 7139 осіб (2009).
Муніципалітет розташований на відстані близько 320 км на північний схід від Мадрида, 9 км на схід від Памплони.
На території муніципалітету розташовані такі населені пункти: (дані про населення за 2009 рік)
- Арангурен: 73 особи
- Гонгора: 0 осіб
- Ілундайн: 8 осіб
- Лабіано: 127 осіб
- Лакідайн: 6 осіб
- Мутільва-Альта/Мутільйоагойті: 2669 осіб
- Мутільва-Баха/Мутільйоабейті: 3930 осіб
- Тахонар/Ташоаре: 290 осіб
- Соліна: 36 осіб

## Демографія
Динаміка населення (INE ):

## Галерея зображень

Розташування муніципалітету
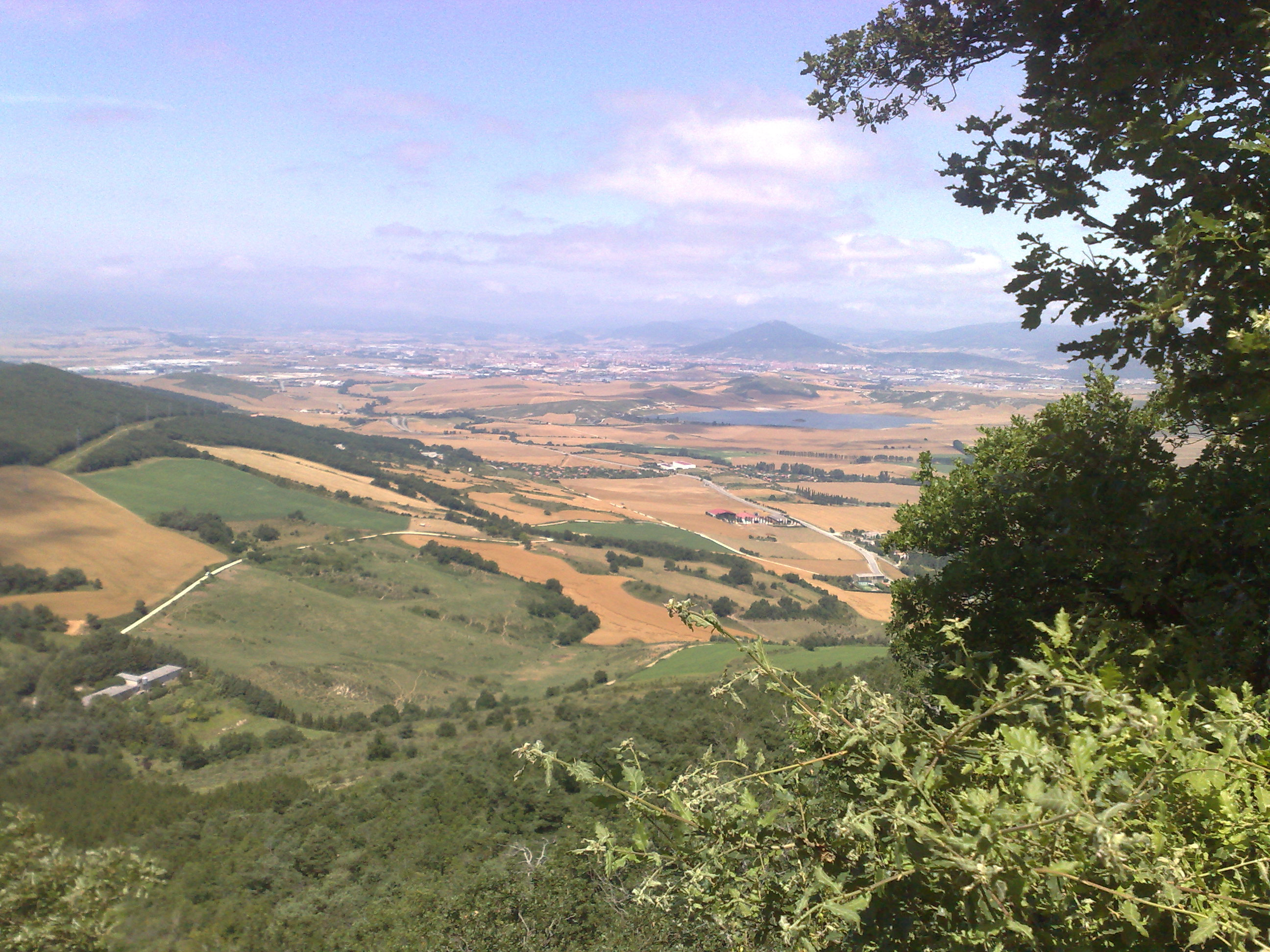
Поля в західній частині долини
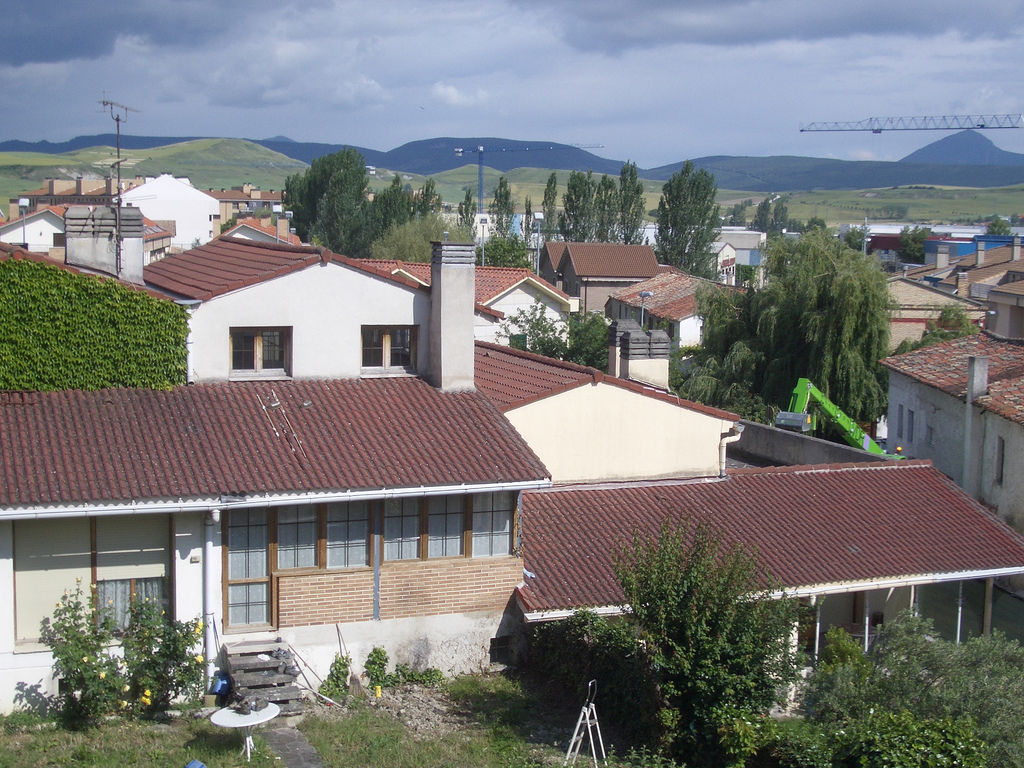
Мутільва